# Leucania albimacula
Leucania albimacula là một loài bướm đêm trong họ Noctuidae.